# Política sobre energía nuclear

Estado de la política actual sobre energía nuclear comercial en el mundo.
Reactores activos, nuevas plantas en construcción
Reactores activos, nuevas plantas planeadas
Sin reactores, nuevas plantas en construcción
Sin reactores, nuevas plantas planeadas
Reactores activos, estable
Reactores activos, desmantelamiento futuro
Energía nuclear civil ilegal
Sin reactores

La política sobre energía nuclear, tanto a nivel nacional como internacional, afecta a todos los aspectos de la energía nuclear, tales como la minería, el enriquecimiento y almacenaje del material nuclear, la gestión del combustible gastado, la generación eléctrica mediante reactores nucleares, y el reprocesamiento del combustible nuclear.
Una política sobre energía atómica implica regular el uso de la energía y las normas que tienen que ver con el ciclo del combustible nuclear. Otras medidas son las normas de eficiencia, las regulaciones de seguridad, los estándares de emisiones, la política fiscal y la legislación sobre la comercialización de la energía, el transporte de los residuos nucleares y de los materiales contaminados así como su almacenamiento. Los gobiernos podrían subvencionar la energía nuclear y suscribir tratados internacionales y acuerdos de comercio sobre la importación y exportación de la tecnología nuclear, electricidad, residuos nucleares, y uranio.
Un tema íntimamente relacionado es la tecnología de armamento nuclear, donde las aspiraciones militares de cada país pueden actuar como un factor de consideración de las decisiones políticas energéticas. El miedo a la proliferación nuclear influencia algunas de las políticas internacionales sobre energía nuclear.

## Marco global
La capacidad nuclear instalada creció de una forma relativamente rápida desde los años 50, pero desde los 80 esa capacidad creció de una forma más lenta, alcanzando un total de 366 GW en el 2005, principalmente debido a la expansión de la energía nuclear en China.. Entre 1970 y 1990 había más de 50 GW en construcción (el pico se dio entre finales de los 70 y principios de los 80 con aproximadamente 150 GW).
El crecimiento que existía se frenó en los 80 debido a la oposición ecologista, a los altos tipos de interés, al ahorro energético promovido desde la crisis del petróleo de 1973 y la crisis del petróleo de 1979 y los accidentes nucleares de Three Mile Island y Chernóbil. En 1983 una caída inesperada de los precios del petróleo paró la mayoría de las nuevas construcciones de centrales nucleares. Además, la liberalización energética que se dio en los años 80 y 90 en Estados Unidos y Europa hizo que se incrementara el riesgo financiero de las inversiones en energía nuclear. Más de las dos terceras partes de las plantas nucleares que se habían solicitado después de enero de 1970 fueron canceladas de forma eventual.
Las centrales nucleares, sin embargo, no generan de forma directa gases de efecto invernadero, por lo que algunos gobiernos han retomado la energía nuclear como parte de sus estrategias para abordar el calentamiento global y el cambio climático.
En 1999 los países que más utilizaban la energía nuclear eran Francia (con un 75 % de su electricidad generada en plantas de generación nuclear), Lituania (73 %), Bélgica (58 %), Bulgaria, Eslovaquia, Suecia (47 %), Ucrania (44 %) y Corea del Sur (43 %). El mayor productor de este tipo de energía eran los Estados Unidos con el 28 % de la capacidad mundial, seguido por Francia (18 %) y Japón (12 %). En el año 2000 había 438 centrales nucleares de generación comerciales en el mundo, con una capacidad total instalada de unos 352 GW.
Según el OIEA se proyecta un incremento en la producción eléctrica mediante energía nuclear de un 17 % para 2020. Para ello prevé que se instalen 60 nuevas centrales en los próximos 15 años.

## Opciones políticas

### Abandono de la energía nuclear
Se denomina abandono de la energía nuclear a la descontinuación del uso de la energía nuclear para la producción de electricidad. Generalmente se inicia debido a la preocupación por la energía nuclear, y suele incluir el apagado de las centrales nucleares a la vez que se promocionan otros combustibles o energías alternativas. En la década de los 80, un movimiento popular en contra de la energía nuclear ganó fuerza en el mundo occidental, basándose en el miedo de un posible accidente nuclear y los miedos a las radiaciones. El accidente de 1979 en Three Mile Island y el Accidente de Chernóbil de 1986 jugaron un rol definitivo en la detención de la construcción de nuevas centrales y el comienzo del abandono de la energía nuclear en varios países.
Luego del Accidente de Fukushima dicho abandono ha tenido más fuerza aun siendo la tendencia actual.

### Resurgimiento de la energía nuclear
Después de un periodo de declive en el uso de la tecnología nuclear, tras los accidentes de Three Mile Island y Chernóbil, hubo una década hasta el año 2011 en las cuales hubo y renovado interés por la energía nuclear. Algunos políticos regresaron a la «opción nuclear» debido a que la veían, de forma potencial, como una forma de controlar las reservas de petróleo mundiales y el calentamiento global, ya que emiten menos gases de efecto invernadero que los combustibles fósiles.Sin embargo a partir del accidente de Fukushima esa tendencia se revirtió.
La decisión en 2002 en el parlamento de Finlandia de conceder una licencia para la construcción de su quinta central nuclear se contempló como un punto muy significativo, debido a que fue la primera decisión de construir una nueva central nuclear en Europa occidental después de más de una década. Esta decisión provocó además la salida del gobierno de la Liga Verde (partido ecologista) en señal de protesta, retirando a su Ministro de Medio Ambiente Satu Hassi. Tras la decisión de Finlandia, algunos otros países anunciaron su intención de considerar la construcción de nuevos reactores nucleares. La mayoría de ellos la cancelaron tras el accidente de Fukushima.

### Seguridad energética
Para algunos países la energía nuclear aporta independencia energética. En caso de abandono de la energía nuclear se necesitarán alternativas para la generación energética si no se quiere depender de las importaciones. Como dicen los franceses: «No tenemos carbón, no tenemos petróleo, no tenemos gas, no tenemos elección». Por consiguiente, la discusión del futuro de la energía nuclear está estrechamente ligada con la discusión sobre la seguridad energética y el uso de un conjunto de energías que incluya el desarrollo de las energías renovables. Las alternativas más discutidas a la energía nuclear incluyen la hidroelectricidad, la energía fósil, la energía solar y la biomasa. Una encuesta pública de amplio alcance realizada en la Unión Europea entre mayo y junio de 2006 concluyó que los ciudadanos europeos percibían el uso de energías renovables como la gran promesa de futuro, pero a pesar de la oposición mayoritaria, la energía nuclear también tenía su lugar en las futuras fuentes de energía.
Los embargos han afectado poco a la energía nuclear, y el uranio se extrae de países estables, que incluyen a Australia y Canadá. Además la energía nuclear tiene una alta tasa de retorno energético sobre la inversión efectuada (TRE). Utilizando los análisis de ciclo de vida, se necesitan de 4 a 5 meses de producción energética de la central nuclear para devolver completamente la inversión energética inicial.

### Argumentos para las políticas nucleares
Los políticos deben buscar el equilibrio en sus decisiones de forma que abarquen todos los aspectos que tienen que ver con la energía nuclear. Estos deben incluir los residuos radiactivos en periodo indefinido, el potencial de contaminación radiactiva grave debido a accidentes o sabotajes y la posibilidad de que su uso por parte de ciertos países pueden llevar a una proliferación nuclear.
Los defensores de este tipo de energía, incluidos algunos gobiernos, proclaman que esos riesgos son pequeños y que aun pueden ser menores con las nuevas tecnologías. Así se hace notar que Francia y todas las economías industrializadas de Asia contemplan la energía nuclear como una estrategia económica clave, que los registros de seguridad ya son buenos cuando se comparan con otras formas de energía, que emite mucha menos contaminación que la energía térmica de combustión de carbón, y que la energía nuclear es un tipo de energía sostenible o incluso renovable.
Por el contrario, sus detractores, que también incluye los gobiernos de algunas naciones y muchas organizaciones ecologistas, proclaman que la energía nuclear es una opción antieconómica, imperfecta y potencialmente peligrosa y no están de acuerdo en que sus costes y riesgos puedan reducirse con el uso de nuevas tecnologías. Así dicen que Alemania y Australia comercializan energía renovable y eficiencia energética.
Estas centrales nucleares no emiten CO2. (Las famosas «chimeneas» que se muestran siempre en algunos medios de comunicación no son más que parte del sistema de refrigeración de la central y lo que emiten es vapor de agua que después vuelve a condensarse).
Y después viene la segunda parte: que son más baratas a pesar de los innumerables métodos de control que se tienen instalados en las centrales actualmente.
España tiene menos de 10 centrales, pero nuestra vecina Francia tiene más de 50 desde hace décadas, al igual que Estados Unidos y otros países.

## Políticas por regiones

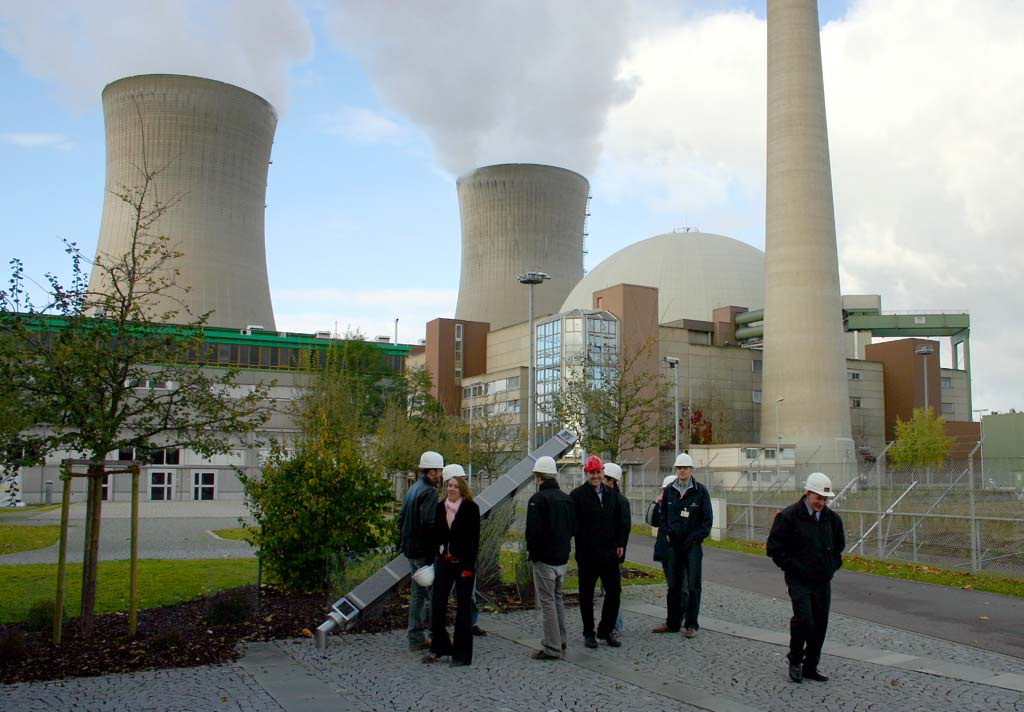
Central nuclear en Grafenrheinfeld (Alemania). Se ha acordado que todas las nucleares alemanas sean clausuradas el año 2020.

- Argentina, Brasil, Canadá, China, Finlandia, India, Irán, Lituania, Corea del Norte, Rumanía, Rusia, Pakistán, Japón, Corea del Sur, Taiwán, Ucrania, el Reino Unido, y Estados Unidos planean en la actualidad la construcción de nuevos reactores o la reapertura de reactores antiguos.
- Bulgaria, la República Checa, Egipto, Francia, Indonesia, Israel, Eslovaquia, Sudáfrica, Turquía, y Vietnam lo están considerando.
- Armenia, Bélgica, Alemania, Hungría, México, los Países Bajos, Eslovenia, España, Suecia y Suiza tienen reactores nucleares pero no tienen propuestas avanzadas para su expansión de momento.[9][10][11]
- Australia, Austria, Dinamarca, Grecia, Irlanda y Noruega no poseen plantas nucleares y han restringido la construcción de nuevos reactores.
- Bélgica, Alemania, los Países Bajos, España y Suecia decidieron no construir nuevas centrales o planifican un abandono de la energía nuclear, aunque sin embargo siguen dependiendo en gran medida de dicha energía.

El día 31 de julio de 2007, el papa Benedicto XVI en su mensaje sobre el 50 aniversario de la fundación del OIEA, hizo hincapié en el creciente uso pacífico de la energía nuclear para la promoción del desarrollo del mundo de los pobres. «La Santa Sede, aprobando absolutamente los objetivos del OIEA, ha sido miembro desde la fundación del organismo y continúa apoyando su actividad».

### África

#### Argelia
Desde 1995 Argelia opera reactores de investigación en Draria y Ain Ouessara. Firmó los acuerdos de cooperación nuclear con Rusia en enero de 2007 y con Estados Unidos en junio de 2007. Argelia también ha debatido sobre cooperación nuclear con Francia.

#### Egipto
Se propusieron dos centrales nucleares: una de 150 MWe en 1964 y una de 600 MWe en 1974. En 1976 se estableció la Autoridad de Centrales Nucleares (NPPA), y en 1983 se seleccionó el emplazamiento El Dabaa, en la costa mediterránea. Los planes nucleares en Egipto se congelaron tras el accidente de Chernóbil. En 2006, Egipto anunció que reactivaría su programa de energía nuclear civil, en los siguientes 10 años para construir una central nuclear de 1000 MWe en El Dabaa. Se calcula que costará 1500 millones de dólares y se construirá con la participación de inversores extranjeros.

#### Ghana
El gobierno de Ghana ya tiene un reactor nuclear.

#### Libia
En 2006 Libia y Francia firmaron un acuerdo sobre los usos pacíficos de la energía atómica y, en julio de 2007, firmaron un memorándum de entendimiento relativo a la construcción de una central nuclear de tamaño mediano con un reactor de Areva para la desalinización del agua. Este punto recibió la oposición de Alemania.

#### Marruecos
En este país se construyó un reactor TRIGA de investigación y además el gobierno planifica construir una central nuclear entre 2016 y 2017 en Sidi Boulbra, en cooperación con la empresa rusa Atomstroyexport así como una planta desalinizadora nuclear en Tan-Tan, en la costa atlántica en cooperación con China.

#### Nigeria
Desde el año 2004 este país posee un reactor de investigación de origen chino en la Universidad de Ahmadu Belloo, y ha disfrutado del soporte del OIEA para el desarrollo de sus planes para poder alcanzar una capacidad de generación de electricidad de procedencia nuclear de 4000 MWe en el año 2027, de acuerdo con el Programa Nacional para el Despliegue de Potencia Nuclear para la Generación de Electricidad. Nigeria espera comenzar la construcción en el año 2011 y la producción de energía nuclear en 2017. El 27 de julio de 2007 el presidente de Nigeria, Umaru Yar'Adua, urgió al país a abrazar la energía nuclear para poder alcanzar sus necesidades de crecimiento de consumo energético.

#### Sudáfrica
Sudáfrica es el único país africano con centrales nucleares, y actualmente posee una política de expansión basada en los reactores modulares de lecho de bolas (PBMR). Varios grupos, incluyendo Earthlife Africa y Koeberg Alert se oponen a estas medidas.

#### Túnez
Túnez está evaluando la posibilidad de construir una central nuclear de 600 MWe. En diciembre de 2006 firmó un acuerdo de cooperación con Francia para el uso de energía nuclear con propósitos pacíficos, enfocado en las generación eléctrica y la desalación.

### Asia

#### Japón
El Estado del Japón comenzó su actividad con reactores nucleares en la década de 1970, y a fecha de 2014 cuenta con 54 reactores nucleares en total. La energía nuclear llegó a producir el 30 % de la electricidad en el país. Sin embargo, en el año 2011 el accidente de Fukushima y sus consecuencias llevaron al gobierno japonés a cancelar el plan nuclear previsto, que proyectaba doblar el número de reactores en el país, y a tomar la decisión prescindir de la energía nuclear. En 2014 se mantenían activos dos reactores en todo el país, que el gobierno consideraba seguros, mientras que en 2017 se mantienen operativos cinco reactores.

### Europa

#### España
En España en 1983, se promulgó por el gobierno socialista una moratoria.
En 1965 se construyó la primera central nuclear en España, la José Cabrera-Zorita, conectándose a la red eléctrica en 1968. Actualmente se encuentran en funcionamiento cinco centrales nucleares en España: Almaraz I y II, Ascó I y II, Cofrentes, Vandellós II y Trillo.
Se encuentran desmanteladas, en proceso de desmantelamiento o en parada definitiva por accidente, fin de su vida útil o expiración de licencia: Vandellós I, José Cabrera y Santa María de Garoña.
Se paralizaron las obras o se abandonaron los proyectos por la llamada moratoria nuclear de las centrales de Lemóniz, I y II, Valdecaballeros I y II, Trillo II, Escatrón I y II, Santillán, Regodola y Sayago.
El porcentaje de energía eléctrica producida en España es muy dependiente de la producción hidroeléctrica anual, la cual depende fuertemente de la pluviometría. Así, en el año 2002 un tercio, el 33,9 % de la energía eléctrica producida en España lo fue en nucleares con un total de 63 016 gigavatios-hora, mientras que en el año 2009, el porcentaje fue del 19 %, en el año 2016 fue del 22,9 % y en el año 2017 del 21,5 %, siendo en porcentaje en estos dos años la tecnología que más electricidad produjo en España.

#### Irlanda
En Irlanda, el plan de 1968, para una planta de energía nuclear fue abandonado, siguiendo la fuerte oposición de los grupos ecologistas, y desde entonces Irlanda ha permanecido libre de la energía nuclear.

#### Italia
Italia convocó un referéndum al año siguiente del accidente de Chernóbil de 1986, decidiendo el cierre de las cuatro centrales eléctricas nucleares. La última planta fue cerrada en 1990. El primer ministro, Silvio Berlusconi reabrió el debate sobre la energía nuclear en el 2005, al destacar que Italia importa alrededor del 85 % de sus necesidades energéticas, por encima de la media europea.

#### Países Bajos
En los Países Bajos, en 1994, el Parlamento neerlandés, votó por el apagado después de una discusión sobre la gestión del gasto energético. La planta de energía de Dodewaard se cerró en 1997 y en el mismo año el gobierno decidió retirar la autorización de funcionamiento de la planta de Borssele's, para fin del 2003. En 2003, el cierre fue pospuesto por el gobierno conservador hasta 2013. En 2005, esta decisión fue revocada y se ha iniciado una investigación sobre el suministro de energía nuclear. La revocación estuvo precedida por la publicación del informe de la Alianza Cristiano Demócrata sobre energía sostenible, que hizo que otros partidos aceptaran la revocación.

#### Reino Unido
En el Reino Unido, a principios de los 90, creció la preocupación acerca de los efectos de las plantas de energía nuclear sobre el feto humano, cuando se detectó una mayor incidencia de casos de leucemia en las proximidades de alguna de estas plantas. El efecto fue especulativo dado que otros incrementos fueron también encontrados en lugares donde no había plantas nucleares, y tampoco todas las plantas registraban incrementos en sus alrededores. Los estudios llevados a cabo por COMARE, Compete on Medical Aspects of Radiation in the Environment (Comisión sobre Aspectos Médicos de la Radiación en el Medio Ambiente), en 2003, no encontraron ninguna evidencia de relación entre la energía nuclear y la leucemia infantil.
Una encuesta de opinión llevada a cabo en 2003 en Gran Bretaña por MORI por cuenta de Greenpeace mostró un respaldo amplio a la energía eólica, con una mayoría a favor de poner fin a la energía nuclear en igualdad de costos. Recientemente, se ha producido una acalorada discusión acerca del despilfarro nuclear. Como reacción, en abril de 2005, se creó, bajo la Energy Act 2004, la Autoridad para las Desinstalaciones Nucleares (Nuclear Decommissioning Authority) (NDA) para garantizar que 20 localizaciones nucleares británicas del sector público fueran desinstaladas y limpiadas con seguridad y de forma que se protegiera el medio ambiente para futuras generaciones.
En abril de 2005, los consejeros del primer ministro británico, Tony Blair, sugirieron que el construir nuevas estaciones de energía nuclear sería el mejor modo para cumplir con los objetivos nacionales de reducción de las emisiones de gases responsables del calentamiento mundial. El gobierno tiene un objetivo a corto plazo para recortar por debajo del 20 % los niveles de 1997 y un recorte más ambicioso del 60 % para 2050. Los críticos a la energía nuclear dicen que ello no será capaz de ayudar a cumplir el objetivo de 2010, debido al largo lapso de tiempo necesario para planificar, construir e instalar tales plantas de energía. No obstante, los que respaldan la idea, dicen que la energía nuclear ayudará a cumplir el recorte del 60 % para el objetivo de 2050.

#### Suecia
Enfrentada a la crisis del petróleo de 1973, las políticas energéticas en Suecia se ajustaron para ser menos dependientes de la importación de petróleo. Desde entonces, las fuentes de energía principales han sido la hidráulica y nuclear. En 1980, el gobierno sueco, de acuerdo con un referéndum, decidió que no se construirían más plantas nucleares y que el abandono de la energía nuclear se completaría en el año 2010. Con datos de 2005, el uso de energías renovables suponía el 26 %, siendo sus orígenes principales el hidráulico y la biomasa. En 1998, la electricidad de origen hidráulico suponía 76 TW y el 48 % de la producción nacional de electricidad. En la misma fecha, el uso de biocombustibles producía 92 TW.
En 1998, el gobierno decidió no construir más plantas hidroeléctricas a fin de proteger los recursos hidráulicos nacionales. A pesar de extensivos esfuerzos para crear alternativas a la energía nuclear, por ejemplo, los combustibles fósiles; no parece posible que Suecia consiga completar el apagado nuclear para el 2010. Se ha estimado que el funcionamiento de plantas de energía nuclear continuará hasta el 2050.

#### Suiza
En Suiza ha habido muchos referendos sobre el tema de la energía nuclear. En 1990, fue aprobada la iniciativa «parad la construcción de plantas de energía nuclear», que pedía una moratoria de diez años para la construcción de plantas de energía nuclear. En 2003, «Moratoria Plus», para una ampliación de la moratoria ampliada anteriormente, fue rechazada. Con datos de 2005, Suiza tiene cuatro reactores nucleares en Beznau (Beznau 1), Gösgen, Leibstadt, y Mühleberg y alrededor del 40 % de su electricidad es de origen nuclear. Otro 60 % procede de la hidroelectricidad.

### América

#### Argentina
La República Argentina tiene tres plantas nucleares en operación (Atucha I, Atucha II y Embalse). No está previsto el cierre de ninguna de las plantas. De hecho luego de la entrada en servicio de la central Atucha II, se llevará a cabo Extensión de Vida de la Central Nuclear Embalse.
La Comisión Nacional de Energía Atómica Argentina (CNEA) es la empresa gubernamental encargada de regular la actividad nuclear en el país. Se creó en 1950 y dio lugar a una serie de actividades centradas en la investigación y desarrollo de la energía nuclear, incluyendo la construcción de varios reactores nucleares de investigación. Actualmente están operando cinco reactores de investigación con la previsión de construir un sexto reactor. 
En 1964 Argentina empezó a interesarse plenamente en la energía nuclear y realizó un estudio de viabilidad para construir una planta en la región de Buenos Aires de 300 a 500 megavatios. La política del país se basaba firmemente por el uso de reactores nucleares de agua pesada utilizando uranio natural como combustible. Las ofertas más atractivas y que finalmente se aceptaron fueron las de Canadá y Alemania. Como resultado se construyó la central nuclear Atucha en Lima, partido de Zárate, a 115 kilómetros al noroeste de Buenos Aires. Luego de unos años, se construyó Atucha II y la Central Nuclear Embalse.

#### Brasil
En Brasil, la energía nuclear, producida por dos reactores en la Angra, proporciona alrededor del 4 % de la electricidad del país, en torno a 13 000 GWh por año.

#### Estados Unidos
En 2001, la participación de la energía nuclear en el total de generación de energía eléctrica en Estados Unidos era del 19 %. En 2004, había 104 unidades de generación de energía eléctrica nuclear autorizadas a operar (69 reactores de agua presurizada y 35 de vapor de agua), con una producción total de 97 400 MW, lo que suponía aproximadamente el 20 % del consumo total de energía eléctrica en Estados Unidos (véase la lista). Estados Unidos es el mayor productor de energía nuclear comercial. El desarrollo futuro de la energía nuclear en este país está regulado por la Energy Policy Act de 2005.
Hay planificadas nuevas plantas nucleares. El Programa de Energía Nuclear 2010 coordina los esfuerzos para construirlas y la Energy Policy Act de 2005 contiene grandes previsiones para las industrias nucleares. El 21 de septiembre de 2005, se anunció que dos nuevos emplazamientos en Estados Unidos habían sido seleccionados para recibir nuevos reactores nucleares.fd

### Oceanía

#### Australia
Australia posee por encima del 40 % de las reservas mundiales de mineral de uranio y es el segundo mayor productor mundial de uranio, después de Canadá. Mientras no existen planes específicos para plantas nucleares en su territorio, el gobierno federal controlado por los conservadores está fomentando la expansión de hasta el 5 %, limitadas por los altos costes. El plan del gobierno federal de Bélgica aplazó hasta 2025 el cierre de todas las plantas de energía nuclear. El informe cita la preocupación sobre los gases de efecto invernadero y la sostenibilidad.

## Abandono de la energía nuclear
El abandono de la energía nuclear se decidió en Suecia en 1980, en Italia en 1987, en Bélgica en 1999 y en Alemania en 2000. Ha sido objeto de discusión en otras naciones europeas. Austria, los Países Bajos, Polonia y España, han promulgado leyes para no construir nuevas plantas nucleares.
Detrás del abandono nuclear existe la idea de forzar el cambio hacia la energía renovable, debido a las preocupaciones medioambientales relacionadas con la generación de energía así como a los riesgos sociales y políticos de las energías nucleares y de los combustibles fósiles.

## Discusión sobre la energía nuclear

### Argumentos contra la energía nuclear
Los políticos antinucleares manifiestan preocupaciones medioambientales con la energía nuclear como argumentos para el apagado. Una de las principales preocupaciones contra el uso de energía nuclear para la producción de energía es la seguridad del entorno y de la humanidad. Accidentes nucleares en el pasado, incluidos los de algunas plantas para energía civiles, han dejado escapar contaminación radiactiva. El mayor de todos, en Chernóbil, mató 41 personas y afectó a muchas más e inutilizó grandes extensiones de terreno para los próximos siglos. Algunos temen que se producirán más accidentes.
Grupos ecologistas critican los aspectos medioambientales de la radiación. Ellos critican el ciclo del combustible nuclear, la minería, el enriquecimiento y almacenaje a largo plazo, el gasto de combustible nuclear y el cómo desprenderse de la basura nuclear. Hay grupos que advierten de la contaminación radiactiva y piden una adhesión estricta al principio de precaución por el que las tecnologías deben rechazarse a menos de que demuestren que no causan daños significativos a la salud de los seres vivientes de la biosfera.
El plutonio, que se encuentra en las barras de combustible, se extrae en el Centro COGEMA de La Haya y en Sellafield (Reino Unido). En este proceso y en el pasado, grandes cantidades de desperdicio radioactivo, han estado siendo arrojados al mar. La práctica de vertido en el fondo oceánico está ahora prohibida.
Las plantas de energía nuclear no pueden ser aseguradas únicamente por aseguradoras privadas, debido a los elevadísimos costes en caso de un accidente grave. Por este motivo los gobiernos deben respaldar el aseguramiento.
Se ha especulado frecuentemente sobre que las plantas de energía nuclear pueden ser objetivos para las acciones terroristas. En algunos países no está decidido quién debe pagar por la supervisión de las áreas en las que se almacenan los residuos nucleares. Por el momento parece razonable, al menos en Alemania, que los costes ocasionados directamente por los residuos (barras quemadas), los materiales contaminados, y los derivados de la extracción de plutonio y uranio sean pagados por el estado, ya que la industria, por sí sola, carece de fondos suficientes. En Estados Unidos las compañías explotadoras pagan una tasa fija por kilovatio-hora, en un fondo para la eliminación de residuos administrado por el Departamento de Energía.
Otro argumento contra la energía nuclear es su estrecha relación potencial entre los usos civiles y militares (los cuales en la mayoría de los países se mantienen estrictamente separados). En la elaboración de las barras de combustible nuclear, la fracción del isótopo 239 del uranio fisible debe ser incrementado excepto en el tipo de reactor CANDU desde su nivel normal del 0,7 % al 5 % a fin de que sea capaz de provocar una reacción en cadena. Una planta para el enriquecimiento de uranio (p.ej. en la planta Alemana de Gronau) puede – con extrema dificultad – incrementar el volumen de Uranio-235 hasta alcanzar el 80 % necesario para que pueda usarse como arma nuclear. Por ello, se mantienen secretas algunas técnicas para el enriquecimiento de uranio (por ejemplo, la difusión gaseosa, las centrifugadoras de gas, AVLIS y el reprocesamiento nuclear).
Contrarios a la energía nuclear argumentan que no es posible discriminar entre el uso civil y el militar, y que, en consecuencia, la energía nuclear contribuye a la proliferación de armas nucleares. Esto ha sucedido en Israel, India, Corea del Norte, Pakistán y la Unión Sudafricana (que posteriormente obtuvieron sus armas nucleares). El plutonio en altas concentraciones puede utilizarse para construir armas nucleares, pero en la práctica se ha reutilizado de nuevo en las barras de combustible MOX en plantas de energía nuclear.

### Argumentos en favor de la energía nuclear
Recientemente se ha producido un interés renovado en la energía nuclear como una solución al agotamiento de las reservas petrolíferas y al calentamiento global ya que la demanda de electricidad está incrementándose y la energía nuclear no genera virtualmente gases de efecto invernadero, en contraposición a las alternativas habituales tales como el carbón. Se ha reivindicado la energía nuclear como una solución para el efecto invernadero (por ejemplo, «las nucleares son verdes»). Esto ha sido cuestionado por varias organizaciones ecologistas.
Alemania ha combinado el apagado con una iniciativa para la energía renovable y quiere incrementar la eficiencia de las plantas de energía fósil en un esfuerzo para reducir su dependencia del carbón. De acuerdo con el ministro alemán Jürgen Trittin, en 2020, esto cortará en un 40 % las emisiones de dióxido de carbono en comparación con los niveles de 1990. Alemania se ha convertido en una de los líderes en los esfuerzos por cumplir con el protocolo de Kioto. Los críticos con la política alemana han destacado la contradicción entre abandonar la energía nuclear y las instalaciones de energía renovable, cuando ambas tienen muy bajas emisiones de CO2.
Los reactores nucleares no emiten gases con efecto invernadero o cenizas durante su funcionamiento normal; sin embargo, la minería y el proceso de uranio sí implican emisiones. Las emisiones que proceden del ciclo completo de la vida son totalmente comparables con las de la energía eólica. Los reactores nucleares y otros tipos de plantas de energía elevan la temperatura de los ríos que se utilizan para refrigerarlos, lo que supone un peligro para la salud de los peces en determinados ecosistemas. Esto puede incluir especies de peces ya cerca de la extinción como consecuencia de la energía hidráulica y otras actividades humanas. Esto puede reducirse en gran medida mediante el uso de torres de refrigeración, que se sitúan en lugares donde el recalentamiento adicional se estima inaceptable. Todos los residuos son envasados y almacenados, de modo diferente a lo que se realiza con otras fuentes como el carbón o el petróleo en los que la polución es lanzada directamente al entorno circundante. Sin plantas de energía nuclear Estados Unidos podría emitir anualmente alrededor de 700 millones de toneladas métricas más de dióxido de carbono, lo que es aproximadamente el mismo volumen que el producido actualmente por los automóviles en este país.[cita requerida]
El residuo nuclear va perdiendo su radiactividad con el paso del tiempo. Después de 50 años, el 99,1 % de la radiación ya ha sido emitida, lo que presente un fuerte contraste con el arsénico y otros elementos químicos que son estables y existirán para siempre, y que son liberados al quemar carbón. A pesar de ser muy controvertido, los proponentes de la energía nuclear mantienen que la solución subterránea para el permanente vertido de residuos está muy probada. Ellos señalan que el ejemplo natural del Oklo, repositorio natural de residuos nucleares, en el que tales residuos han estado almacenados durante aproximadamente 2 millardos de años con una contaminación mínima del ecosistema circundante. El residuo nuclear también es muy pequeño en volumen y significa (en volumen) menos del 1 % de los residuos tóxicos en los países industrializados. El 96 % de los residuos nucleares pueden ser reciclados y reutilizados, si los riesgos adicionales de proliferación lo estimaran aceptable.[cita requerida]
En algunas naciones no existen alternativas viables. En palabras de los franceses: «No tenemos carbón, no tenemos petróleo, no tenemos gas natural, no tenemos elección». Los críticos con el apagado en todas partes invocan que las plantas de energía nuclear no podrían ser compensadas, y predicen una crisis energética, o invocan que únicamente el carbón podría posiblemente compensar la energía nuclear con un tremendo incremento de las emisiones de CO2 o un incremento de las importaciones de energía, bien nuclear o bien de petróleo. La energía nuclear se ha visto relativamente no afectada por embargos, ya que el mineral de uranio es explotado en países fiables tales como Australia y Canadá, a diferencia de, por ejemplo, grandes proveedores de gas natural, incluidos algunos estados de la antigua Unión Soviética.
Un argumento para los defensores de la energía nuclear es la economía energética. Dicen que la energía nuclear es la única fuente de energía que explícitamente calcula, dentro de su coste total, los costes estimados para el tratamiento y almacenaje de los residuos y para la desinstalación de la planta, que los costes declarados para las plantas de combustible fósil son engañosamente bajos por este motivo.[cita requerida]
Los postuladores de la energía nuclear dicen que las plantas de energía nuclear son seguras y protegidas contra ataques. Los edificios de contención están fuertemente reforzados y extremadamente protegidos.[cita requerida]
Los proponentes de la energía nuclear también creen que el accidente de Chernóbil fue un caso único y pudo ocurrir solo por la combinación de un diseño deficiente y unas pruebas no autorizadas; aun así los reactores de Chernóbil no tenían edificios completamente bunquerizados. Ellos remarcan que tal accidente no hubiera ocurrido con reactores occidentales, los cuales son, con mucho, los de diseño más común. Un ejemplo habitualmente mencionado es el accidente de Three Mile Island, que no liberó cantidades significativas de partículas radioactivas a pesar de una fusión nuclear comparable en magnitud a la de Chernobyl; ello es atribuido a un mejor diseño y bunquerización en Three Mile Island. Estos son los únicos mayores accidentes en las plantas civiles para energía nuclear.[cita requerida]
Los defensores de la energía nuclear también remarcan el gran nivel de seguridad para los trabajadores en la industria. La energía nuclear provocó 8 muertes inmediatas por descargas eléctricas, lo que es significativamente más bajo que las cifras en el carbón (342), gas natural (85), e hidroeléctrica (883). Los datos están referidos al período 1970-1998
.[cita requerida]